# رينيه دوبونت
رينيه دوبونت (بالفرنسية: René Dupont)‏ (و. 1929  م) هو أسقف كاثوليكي، ومبشر فرنسي.

## مناصب
تولى منصب أسقف كاثوليكي (منذ 25 يوليو 1969م)
- مطران  [لغات أخرى]‏.